# Wendorf
Wendorf település Németországban, Mecklenburg-Elő-Pomeránia tartományban. Lakosainak száma 845 fő (2023. december 31.).

## Népesség
A település népességének változása:
| Lakosok száma | 887  | 891  | 861  | 859  | 845  |
|               | 2017 | 2019 | 2021 | 2022 | 2023 |